# Geoff Thomas
MBE Geoff Robert Thomas (Manchester, 5 agosto 1964) è un ex calciatore inglese, di ruolo centrocampista.

## Biografia
Nel giugno 2003 gli è stata diagnosticata una leucemia mieloide cronica. Nel gennaio 2005, nonostante gli avessero inizialmente diagnosticato tre mesi di vita, è guarito dalla malattia grazie all'aiuto della sorella.
Negli anni successivi si è reso protagonista di più iniziative benefiche per la lotta contro la leucemia, tanto da venire insignito del titolo di membro dell'Ordine dell'Impero Britannico l'11 giugno 2021.

## Caratteristiche tecniche
Inizialmente esterno d'attacco, ai tempi del Crewe Alexandra è stato spostato nel ruolo d'interno di centrocampo da Dario Gradi. Era un giocatore tenace, veloce e che disponeva di buona leadership.

## Carriera

### Club
Ha mosso i primi passi tra i professionisti con la maglia del Rochdale.
Nel 1984, dopo essere stato notato da Dario Gradi, viene acquistato dal Crewe Alexandra.
Nel 1987 viene acquistato dal Crystal Palace, di cui successivamente diventa capitano. Proprio da capitano ha raggiunto la finale di FA Cup con il club londinese nel 1990, venendo tuttavia sconfitto dal Manchester Utd.
Successivamente ha militato nel Wolverhampton, nel Nottingham Forest, nel Barnsley e nel Notts County prima del tornare al Crewe Alexandra nel 2001; Il suo ritorno al Crewe è stato condizionato dagli infortuni, ciononostante ha realizzato due gol contro il West Bromwich (1-1) e il Grimsby Town (2-0). Alla fine dell'annata si è ritirato dall'attività agonistica.

### Nazionale
Dopo avere disputato tre partite con la nazionale B inglese, tra il 1991 e il 1992 ha collezionato nove presenze con la nazionale maggiore, con cui ha esordito il 1º maggio 1991 nella sfida vinta 0-1 in casa della Turchia. La sua ultima presenza invece è stata il 19 febbraio 1992 nell'amichevole vinta 2-0 contro la Francia.

## Statistiche

### Cronologia presenze e reti in nazionale
| Cronologia completa delle presenze e delle reti in nazionale ― Inghilterra | Cronologia completa delle presenze e delle reti in nazionale ― Inghilterra | Cronologia completa delle presenze e delle reti in nazionale ― Inghilterra | Cronologia completa delle presenze e delle reti in nazionale ― Inghilterra | Cronologia completa delle presenze e delle reti in nazionale ― Inghilterra | Cronologia completa delle presenze e delle reti in nazionale ― Inghilterra | Cronologia completa delle presenze e delle reti in nazionale ― Inghilterra | Cronologia completa delle presenze e delle reti in nazionale ― Inghilterra |
| Data                                                                       | Città                                                                      | In casa                                                                    | Risultato                                                                  | Ospiti                                                                     | Competizione                                                               | Reti                                                                       | Note                                                                       |
| -------------------------------------------------------------------------- | -------------------------------------------------------------------------- | -------------------------------------------------------------------------- | -------------------------------------------------------------------------- | -------------------------------------------------------------------------- | -------------------------------------------------------------------------- | -------------------------------------------------------------------------- | -------------------------------------------------------------------------- |
| 1-5-1991                                                                   | Smirne                                                                     | Turchia                                                                    | 0 – 1                                                                      | Inghilterra                                                                | Qual. Euro 1992                                                            | -                                                                          | 46’                                                                        |
| 21-5-1991                                                                  | Londra                                                                     | Inghilterra                                                                | 3 – 1                                                                      | Unione Sovietica                                                           | Amichevole                                                                 | -                                                                          |                                                                            |
| 25-5-1991                                                                  | Londra                                                                     | Inghilterra                                                                | 2 – 2                                                                      | Argentina                                                                  | Amichevole                                                                 | -                                                                          |                                                                            |
| 1-6-1991                                                                   | Sydney                                                                     | Australia                                                                  | 0 – 1                                                                      | Inghilterra                                                                | Amichevole                                                                 | -                                                                          |                                                                            |
| 3-6-1991                                                                   | Auckland                                                                   | Nuova Zelanda                                                              | 0 – 1                                                                      | Inghilterra                                                                | Amichevole                                                                 | -                                                                          |                                                                            |
| 8-6-1991                                                                   | Wellington                                                                 | Nuova Zelanda                                                              | 0 – 2                                                                      | Inghilterra                                                                | Amichevole                                                                 | -                                                                          |                                                                            |
| 12-6-1991                                                                  | Kuala Lumpur                                                               | Malaysia                                                                   | 2 – 4                                                                      | Inghilterra                                                                | Amichevole                                                                 | -                                                                          |                                                                            |
| 13-11-1991                                                                 | Poznań                                                                     | Polonia                                                                    | 1 – 1                                                                      | Inghilterra                                                                | Qual. Euro 1992                                                            | -                                                                          |                                                                            |
| 19-2-1992                                                                  | Londra                                                                     | Inghilterra                                                                | 2 – 0                                                                      | Francia                                                                    | Amichevole                                                                 | -                                                                          |                                                                            |
| Totale                                                                     |                                                                            | Presenze                                                                   | 9                                                                          |                                                                            | Reti                                                                       | 0                                                                          |                                                                            |